# Cordón del Azufre
Cordón del Azufre – szczyt w Andach. Leży na granicy między Argentyną a Chile. Jest to wygasły wulkan.